# بیبالا

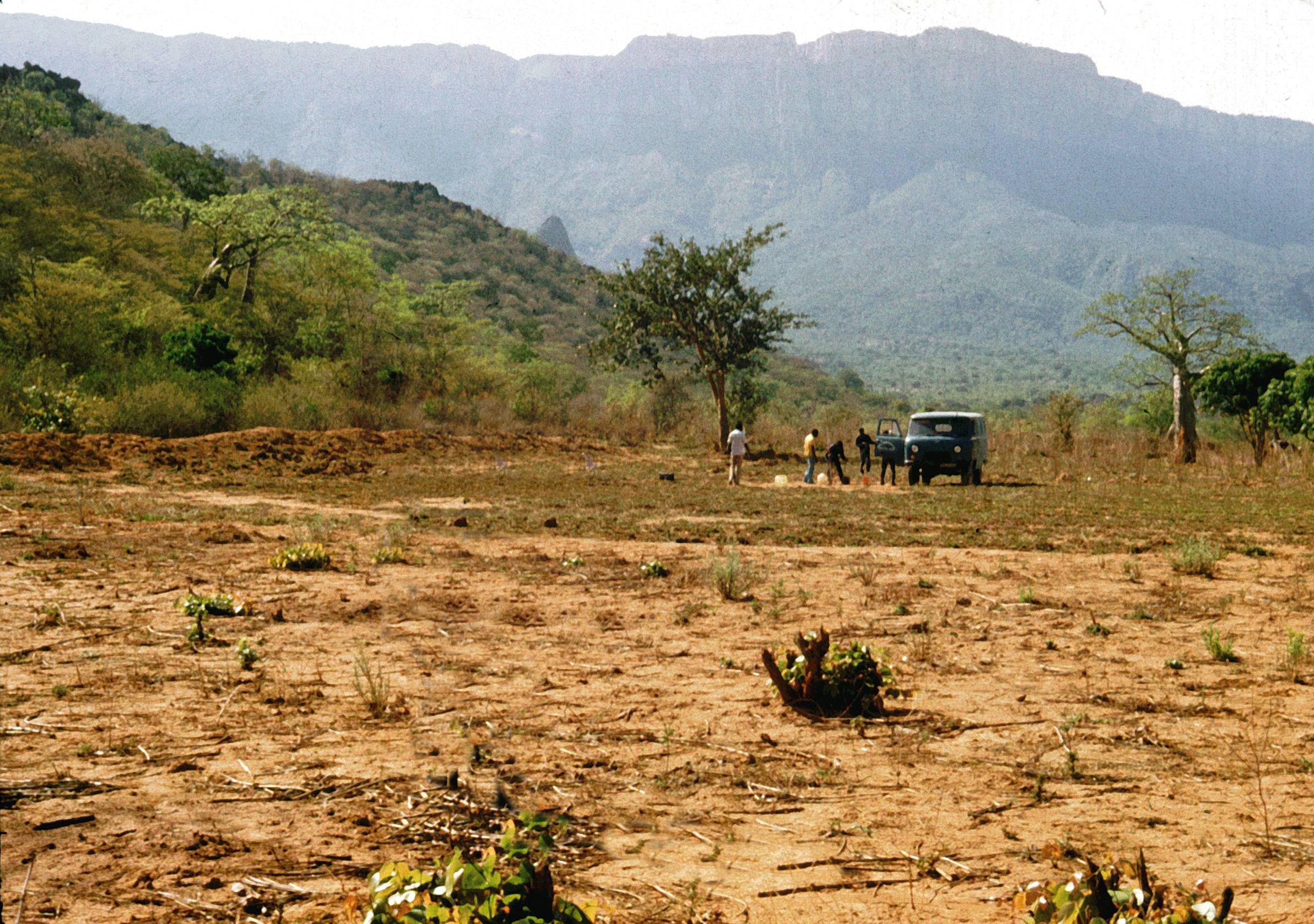
منظره بیبالا، آنگولا

بیبالا (به انگلیسی: Bibala) شهری در استان نامیبه واقع در کشور آنگولا است که در سال ۲۰۰۹ میلادی ۵٬۱۶۵ نفر جمعیت داشته است.